# 13638 Фіоренца
13638 Фіоренца (13638 Fiorenza) — астероїд головного поясу, відкритий 14 лютого 1996 року.
Тіссеранів параметр щодо Юпітера — 3,541.